# Hassi Fehal
Hassi F'hal (în arabă حاسي الفحل) este o comună din provincia Ghardaïa, Algeria.
Populația comunei este de 3.651 de locuitori (2008).